# Monumento funebre degli Appulei
Il Monumento funebre degli Appulei si trova in Via III Novembre senza numero civico, presso l'incrocio di questa via con Piazza Garibaldi, a Mentana, nella città metropolitana di Roma Capitale.

## Descrizione

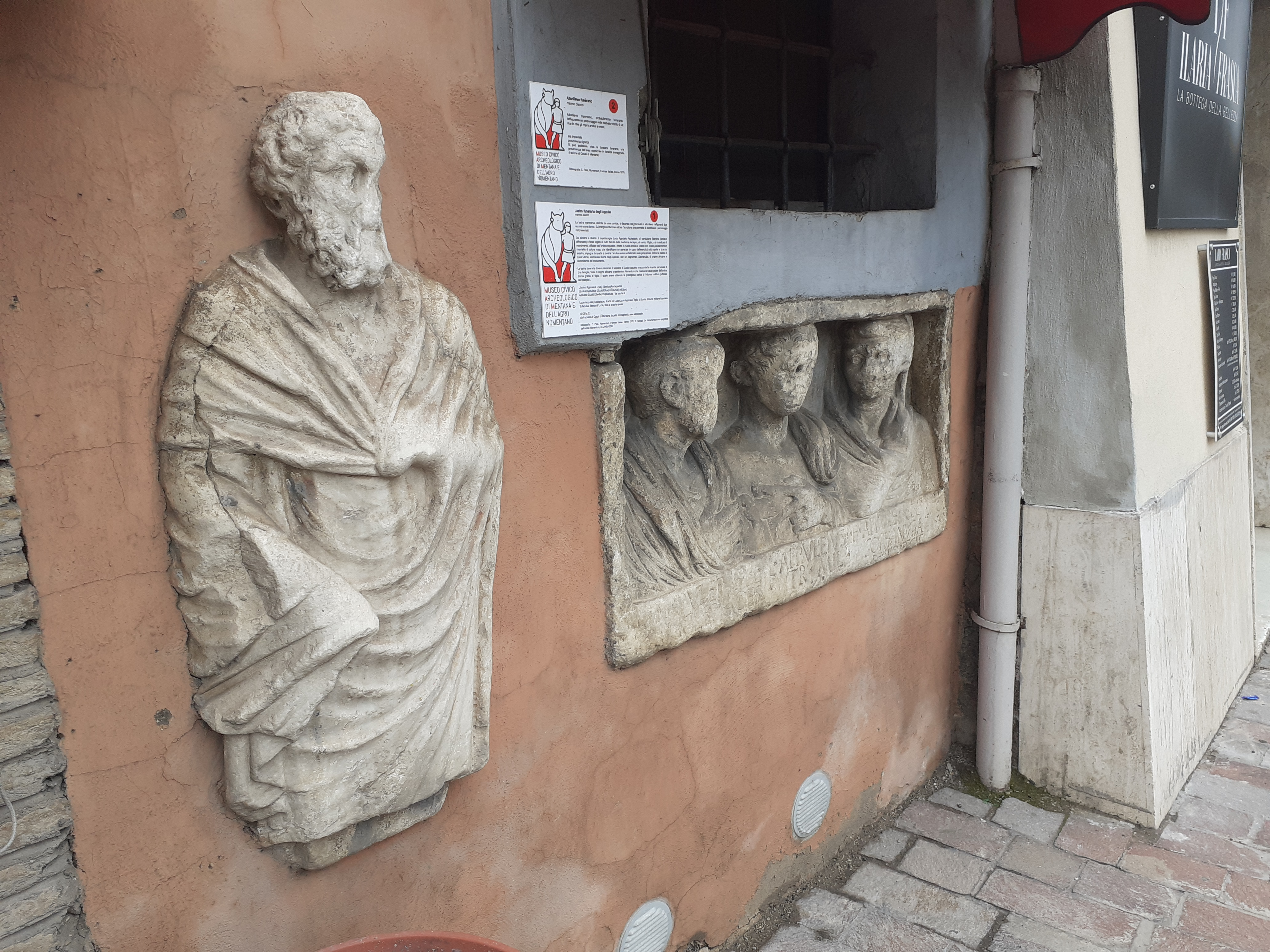
Veduta del monumento funebre

La lastra marmorea, definita da una cornice, è decorata con tre busti in altorilievo raffiguranti due uomini e una donna. Sul margine inferiore è incisa l'iscrizione che permette di identificare i personaggi rappresentati.
Da sinistra a destra: il capofamiglia Lucio Appuleio Asclepiade, di condizione libertina (schiavo affrancato) e forse legato al culto del dio della medicina Asclepio, al centro il figlio, cui è dedicato il monumento, ufficiale dell'ordine equestre, ritratto in nudità eroica e vestito con il solo paludamentum (mantello di colore rosso che identificava un generale in capo dell'esercito) sulla spalla e braccio sinistro, impugna la spada e mostra l'anulus aureus enfatizzato nelle proporzioni. Infine la madre di quest'ultimo, anch'essa liberta degli Appulei, con un cognomen, Sophanuba, di origine africana e committente del monumento.
La lastra funeraria doveva decorare il sepolcro di Lucio Appuleio e racconta la vicenda personale di una famiglia, forse di origine africana e residente a Nomentum che risaliva la scala sociale dell'antica Roma grazie al figlio, il quale aveva ottenuto la prestigiosa carica di tribunus militum (ufficiale dell'esercito)

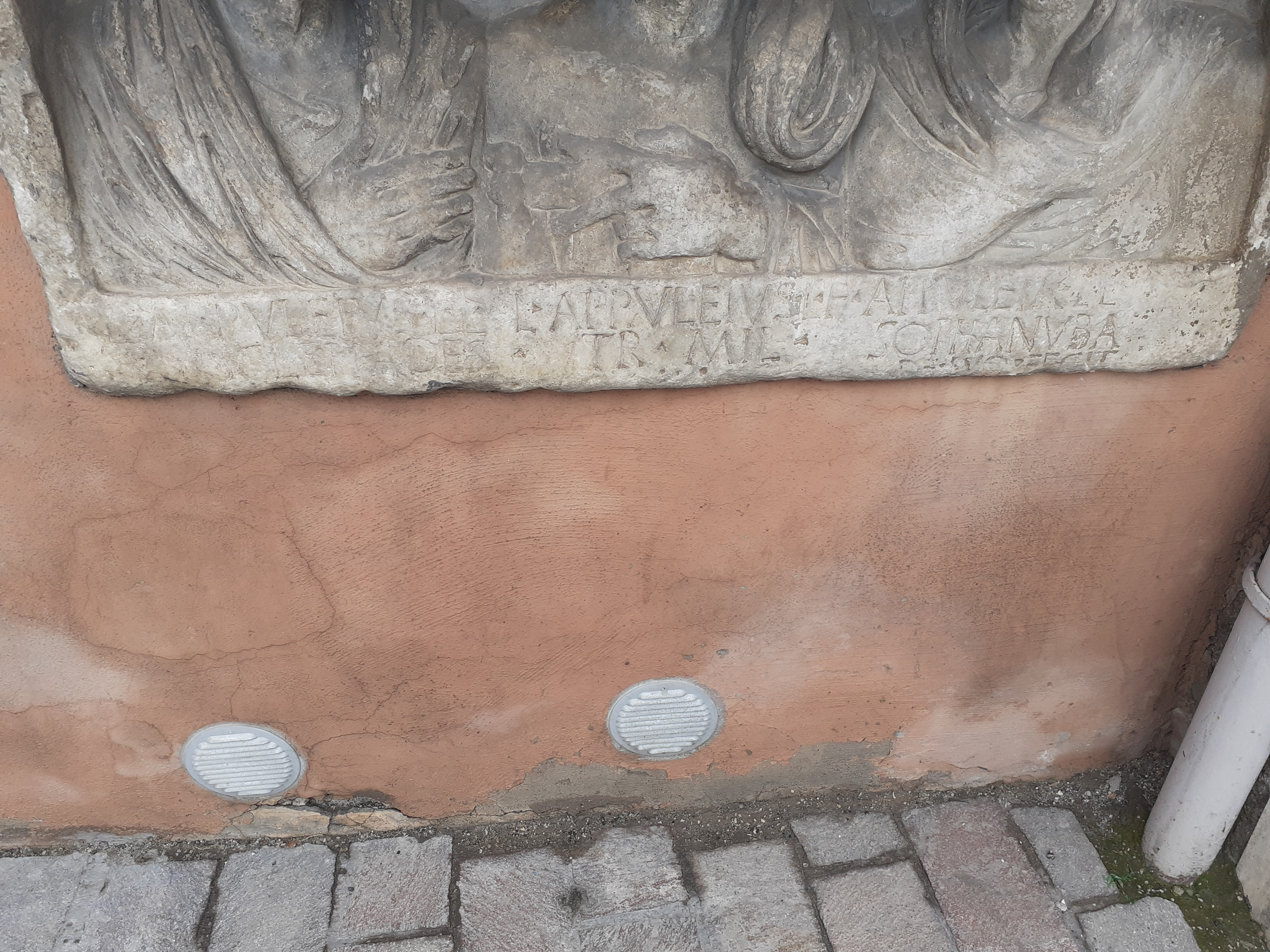
Particolare dell'iscrizione del monumento funebre

L(ucius) Appuleius L(uci) l(ibertus)/Asclepiades //
L(ucius) Appuleius L(ucii) f(ilius) / tr(ibunus) mil(itum) //
Appuleia L(ucii) l(iberta) /Sophanuba / de suo fecit
Lucio Appuleio Asclepiade, Lìliberto di Lucio
Lucio Appuleio, figlio di Lucio, tribuno militare
Appuleia Sofanuba, liberta di Lucio, fece a proprie spese
40-30 a.C.
A sinistra della lastra marmorea è sita una statua di un togato con la barba e capelli ricci. La statua è senza gambe.
La lastra è stata sottoposta a restauro conservativo nel febbraio 2021.